# Pica d'aigua beneita

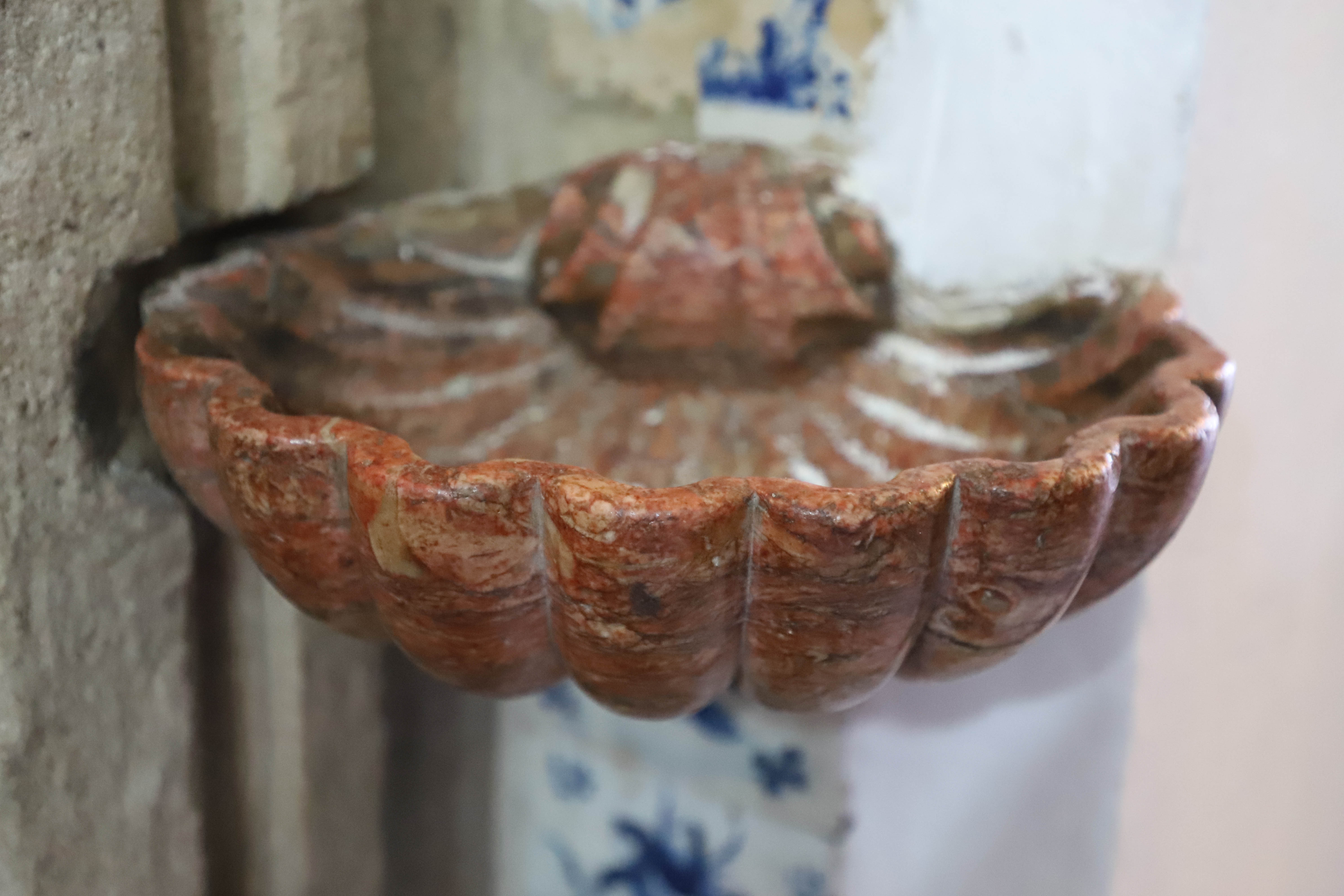
Pica d'aigua beneita

En la religió catòlica un pica d'aigua beneita, beneitera  o aiguabeneitera és un  vas de pedra o de metal instal·lat a l'entrada de les esglésies que conté aigua beneita perquè se senyin els fidels. L'aigua beneita té una doble significació: és un reviure simbòlic del baptisme i alhora de rentar-se espiritualment abans d'entrar en l'església.

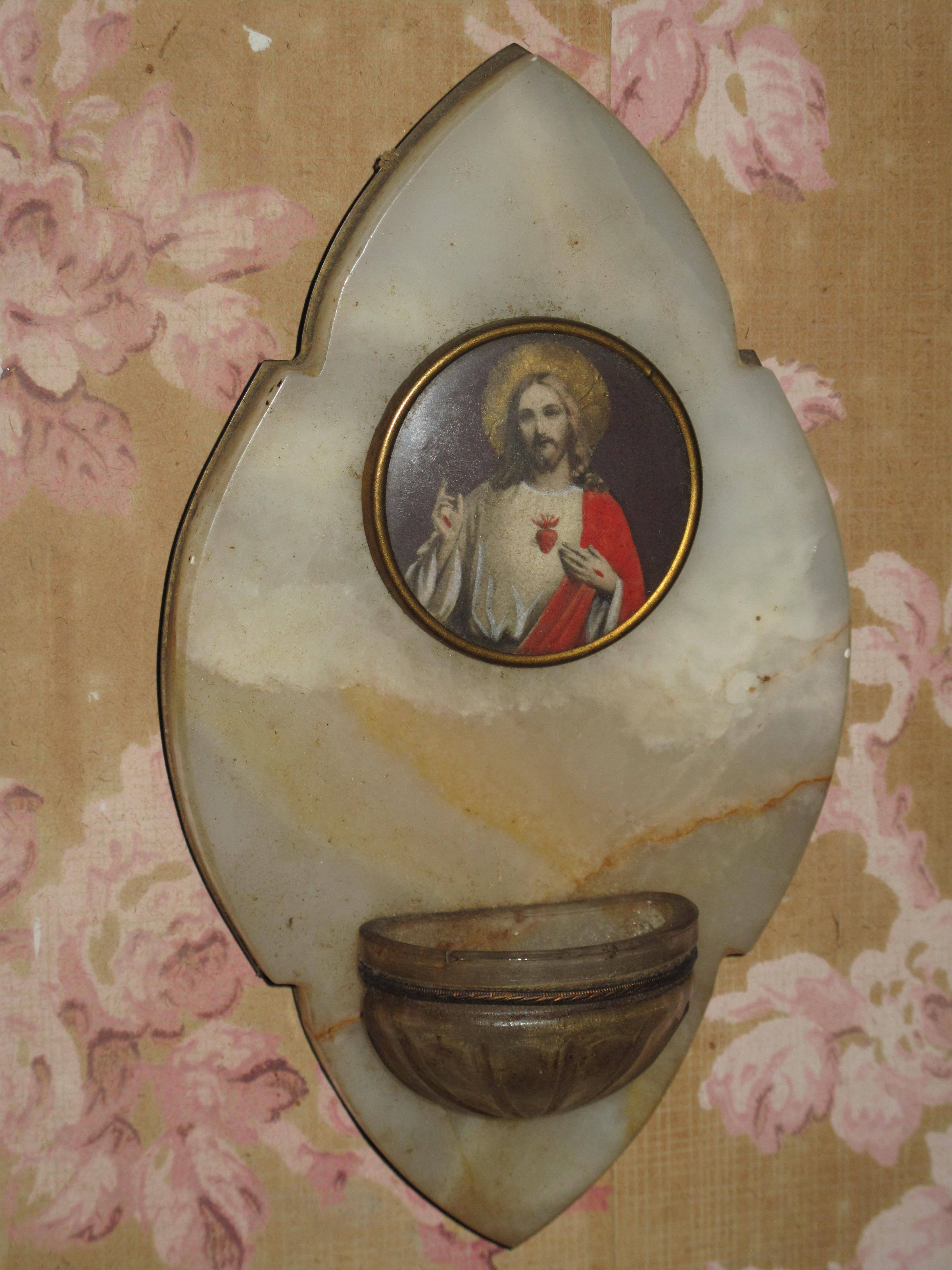
pica d'aigua beneita casanera

També es podien trobar a les cases, normalment a la cambra principal. Habitualment, les beneiteres domèstiques eren de petit format i fetes de ceràmica o de vidre, per a ser penjades a la paret. Era un regal tradicional pels pares o avis a l'ocasió d'una cerimònia religiosa: baptisme, comunió… servien per prevenir o exorcitzar desgràcies, per ajudar la guarició de malalts i per altres ritus familiars.

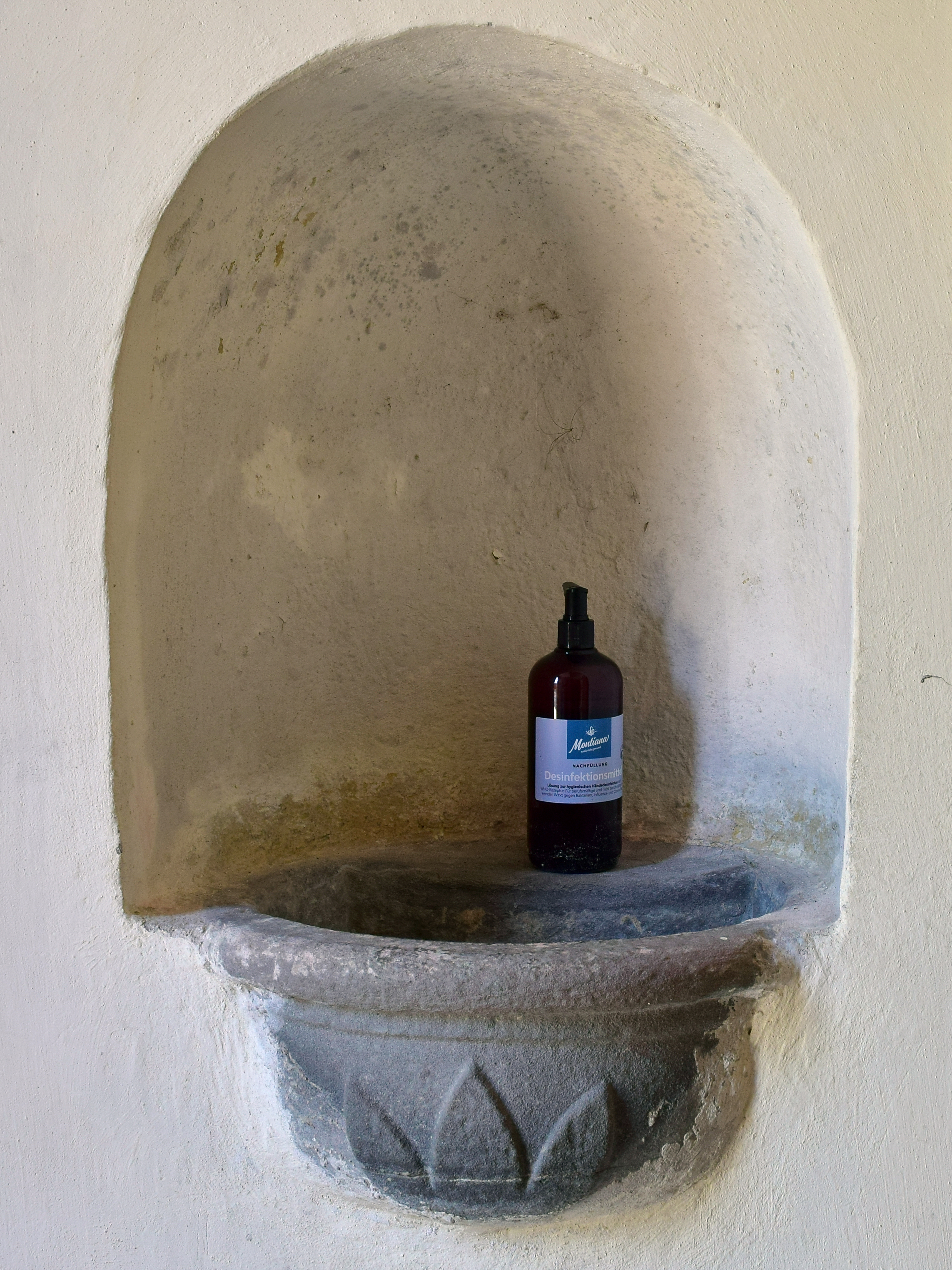
Pica amb desinfectant en temps de covid-19

L'origen de les piques d'aigua beneita es remunta als primers temps de l'Església Catòlica: els arqueòlegs consideren que ho són certs gots i dipòsits de marbre o de fang cuit que es troben a les catacumbes. Però la forma i posició de les piques, tal com es troben ara a l'entrada de les esglésies, va començar al segle xii i es va generalitzar a la fi del segle xiv.
Hi ha beneiteres molt diverses. N'hi ha de peu o d'encastades a la paret. Sovint són fetes amb una gran petxina natural o una escultura de petxina. També n'hi ha que tenen una mà que simula aguantar-la, com la de l'abat Pere Frigola que es troba a l'entrada de l'església del monestir de Sant Benet de Bages (per la banda del claustre).
Les sitres per portar l'aigua beneita es troben ja al segle x, com es veu per exemple a la basílica de Sant Ambròs de Milà (Itàlia), però sens dubte daten de més antic com l'ús de l'aigua beneita.
| «                 | A pica de l'aigua beneita i mossa d'hostal, tothom hi fica mà | » |
| — Saviesa popular |                                                               |   |